# Peugeot 508

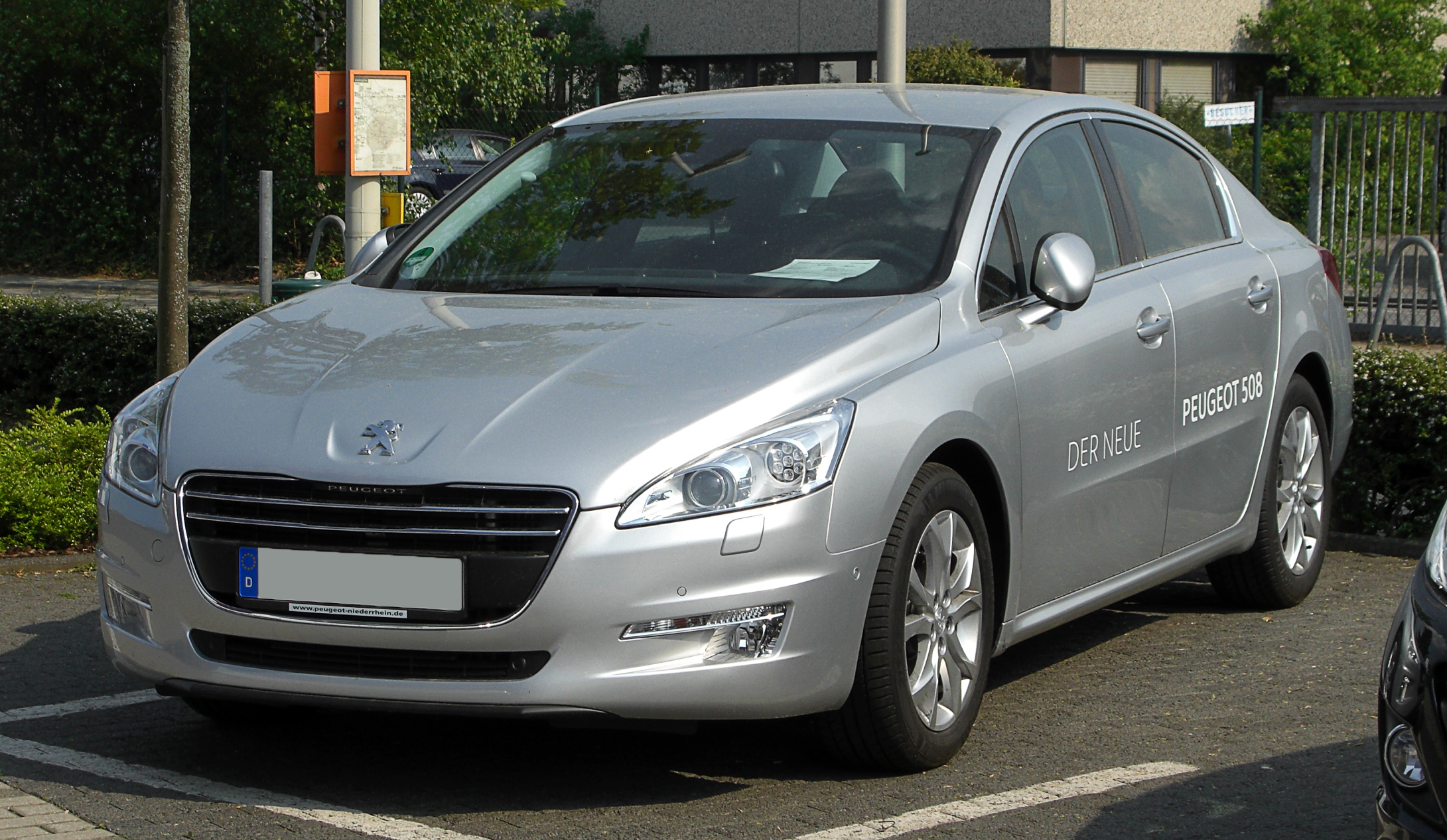

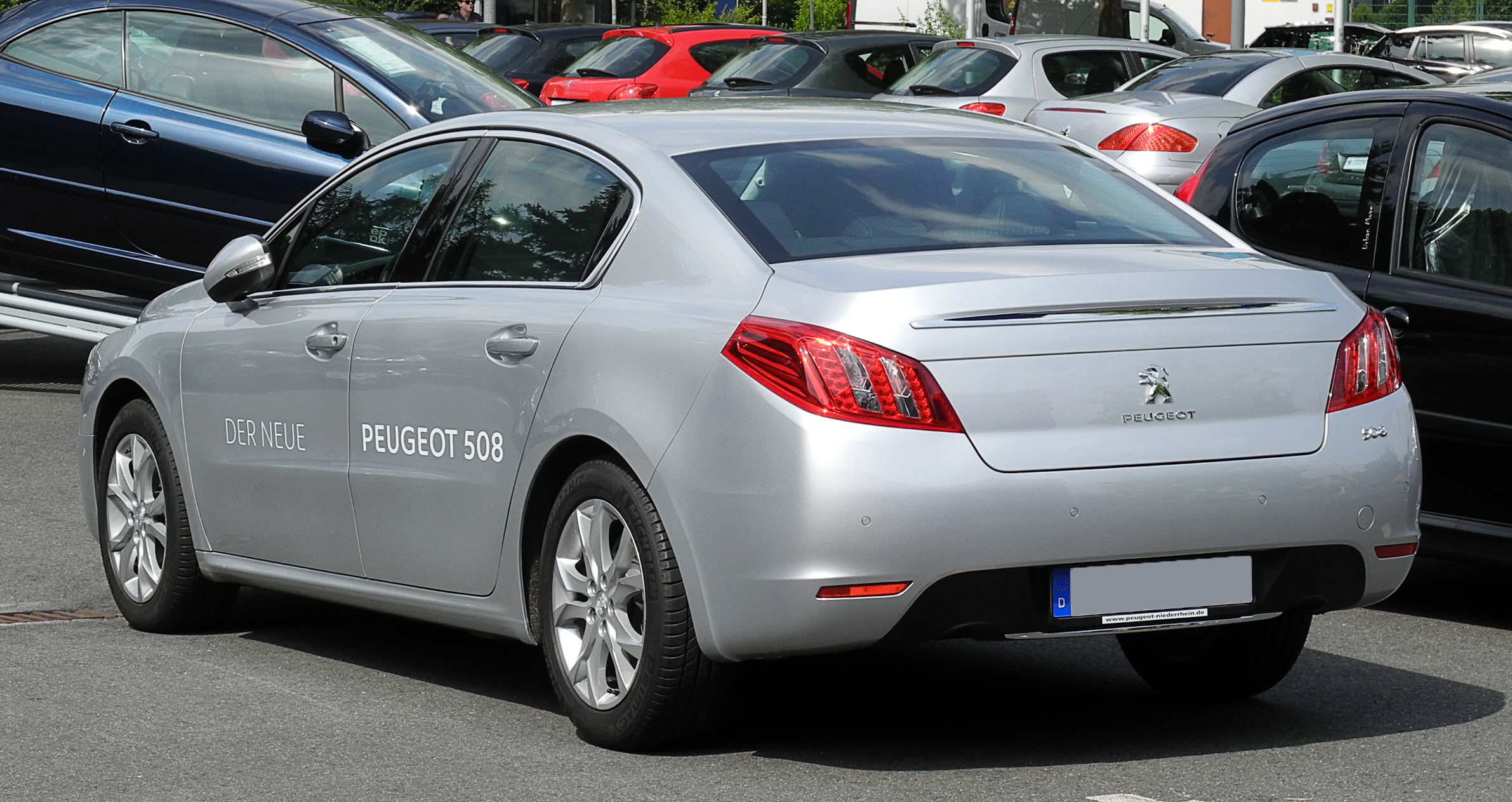

Peugeot 508 este o mașină de familie lansată în 2010 de Peugeot, aflată în prezent la a doua generație. Modelul a înlocuit Peugeot 407 (predecesorul său real) și Peugeot 607 (model de clasa Lux, cu vânzări mici).

## Prima generație (W23, 2010-2017)
Prima generație a Peugeot 508 își împărțea platforma cu generația Citroen C5 contemporană cu acesta. Varianta Sedan are 4,79 m lungime, iar Peugeot 508 SW (Break) are 4,81 m lungime. După apariția câtorva imagini-spion, primele imagini și detalii oficiale au fost prezentate prezentate pe 12 iulie 2010, iar modelul a fost prezentat la Show-ul Auto de la Paris în același an.
PSA avea o parte a producției lui 508 în China, în parteneriat cu Dongfeng Motor.

### 508 RXH: un Crossover Electric - Hibrid

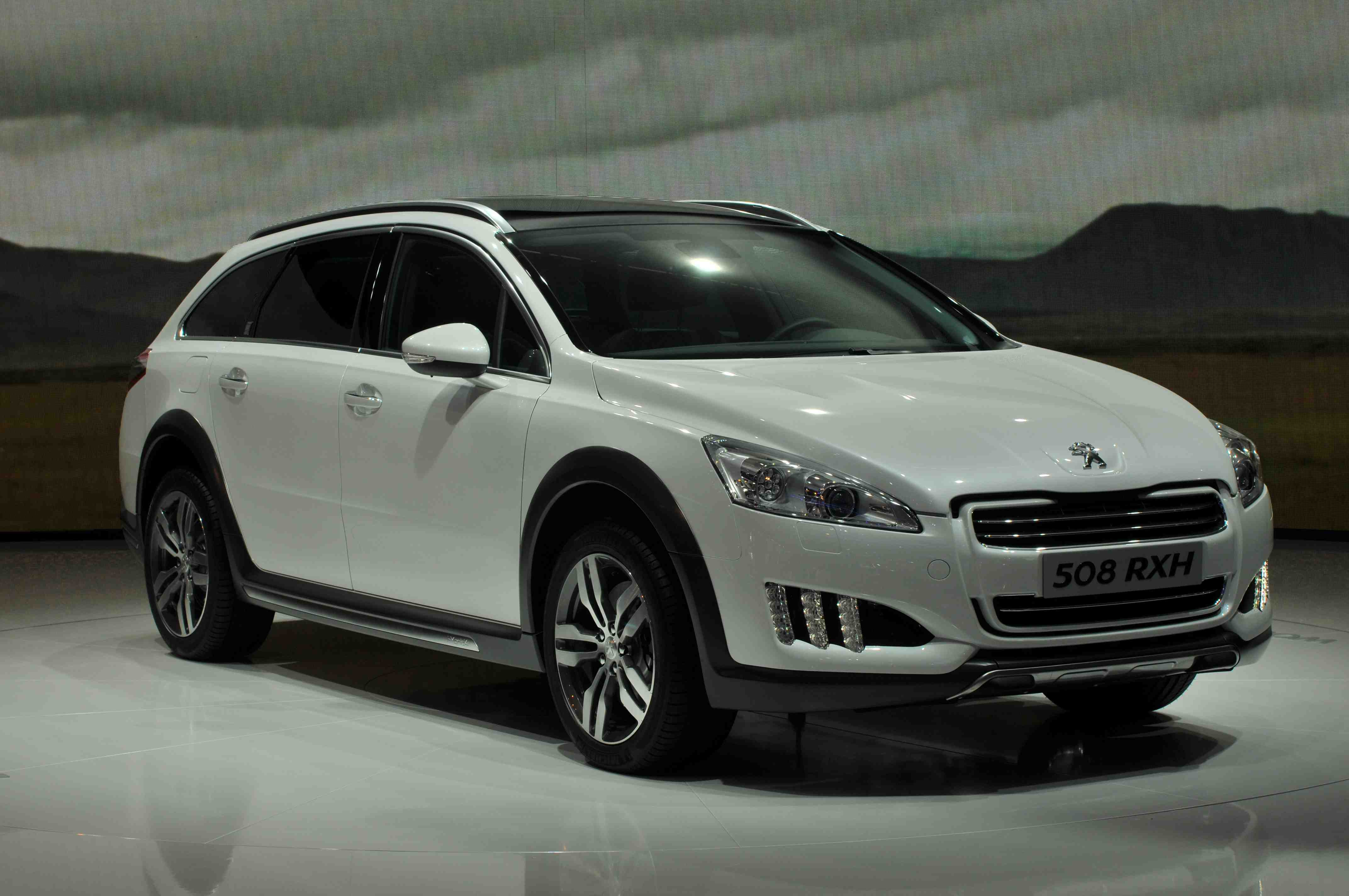
508 RXH

La Frankfurt Motor Show în 2011 Peugeot a prezentat un model hibrid-electric Crossover bazat pe versiunea SW a lui 508. Pentru a putea fi distins de alte 508-uri, 508 RXH are 3 coloane de leduri în ambele părți ale spoilerului. Tehnologia Hybrid 4 combină un motor de 120 kW 2,0 litri HDi FAP cu un motor electric de 28 kW cu consumul de combustibil de 4,2 l/100km.

### 5 by Peugeot

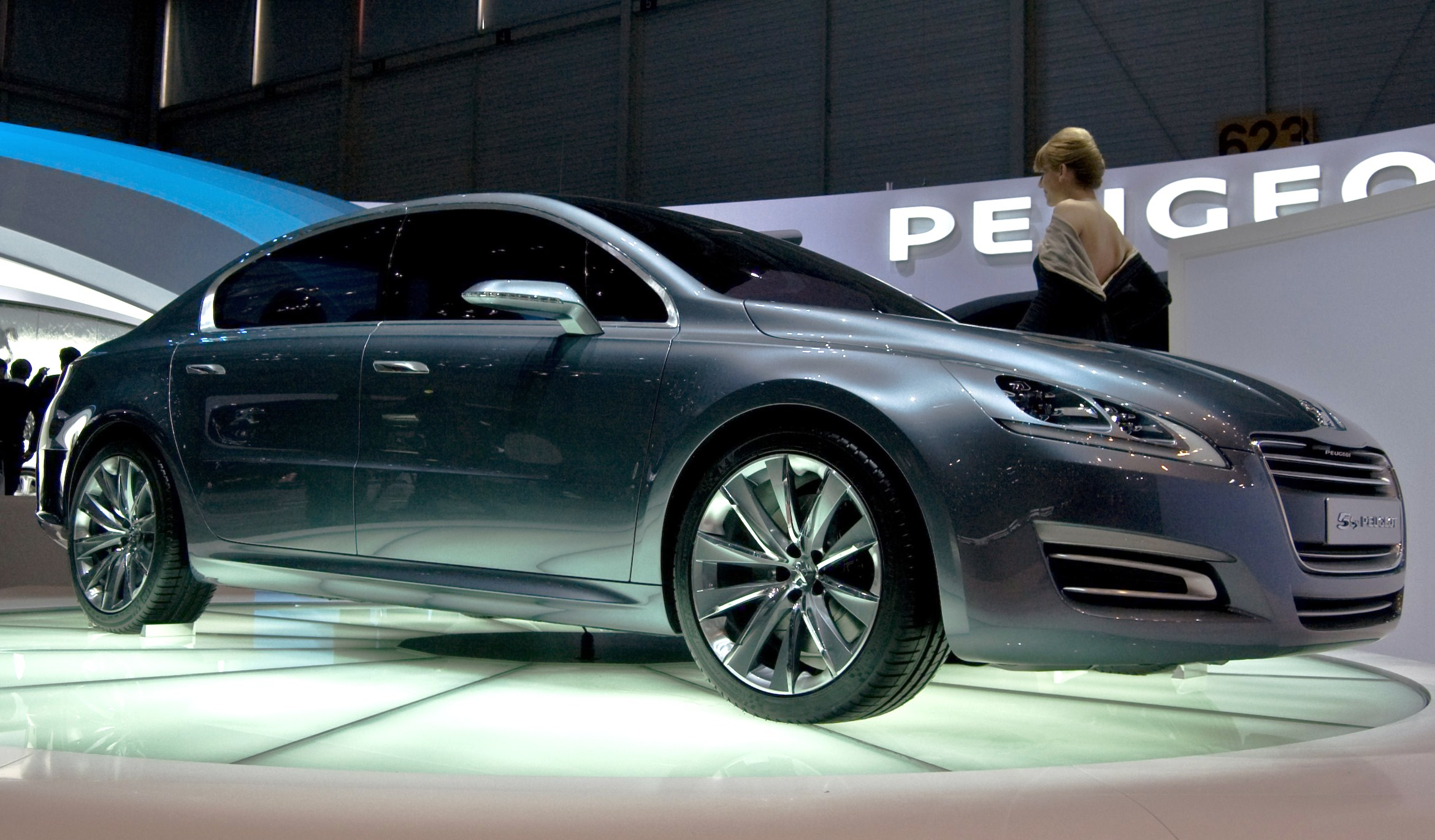
5 by Peugeot

Conceptul care prefigurează stilul lui 508, numit 5 by Peugeot, a fost prezentat la Geneva în martie 2010.

### Configurare

#### Motorizări
Motoare pe benzină:
- 1.6 l VTi (putere maximă 120 CP), cuplu maxim 160 Nm)]][1]
- 1.6 l THP (putere maximă 156 CP, cuplu maxim 240 Nm)

Motoare Diesel:
- 1.6 l HDi (putere maximă 112 CP, cuplu maxim 270 Nm)
- 1.6 l e-HDi (putere maximă 112 CP, cuplu maxim 285 Nm)
- 2.0 l HDi (putere maximă 140 CP, cuplu maxim 320 Nm)
- 2.0 l HDi (putere maximă 163 CP, cuplu maxim 340 Nm)
- 2.2 l HDi (putere maximă 204 CP, cuplu maxim 450 Nm)

#### Echipări
- Access
- Active
- Allure
- GT

## A doua generație (R83, 2018-prezent)
A doua generație a Peugeot 508 a fost prezentată în martie 2018 la Show-ul Auto de la Geneva. Versiunea break (508 SW) a fost lansată în iunie 2018. Designul mașinii are la bază conceptul "Instinct" prezentat cu un an înainte.
Modelul poate fi ales cu propulsie pe benzină, hibrid plug-in sau diesel. Toate motorizările vin împreună cu o cutie automată cu 8 viteze, cea diesel fiind disponibilă și cu cutie de viteze manuală cu 6 trepte.

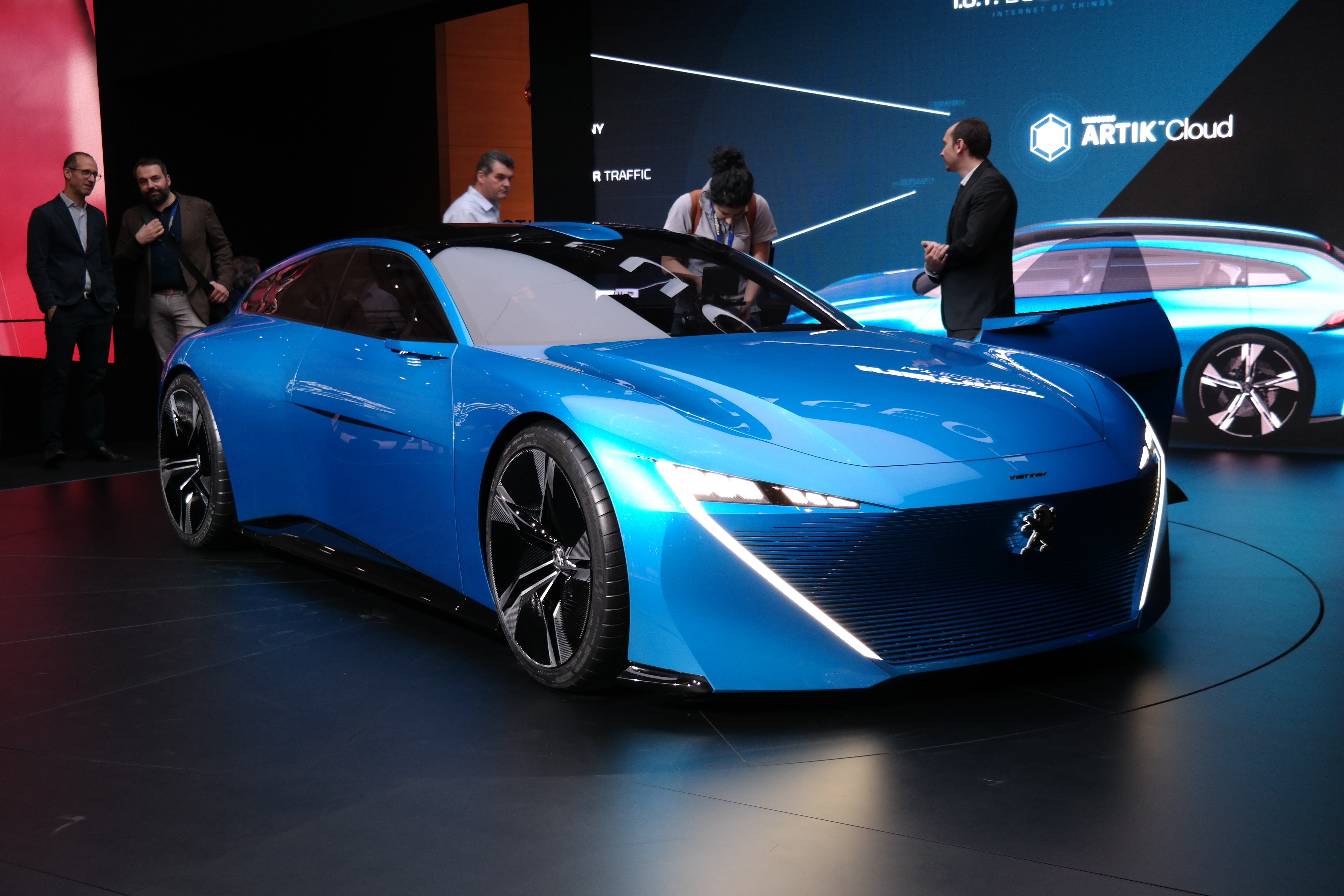
Conceptul Instinct din 2017
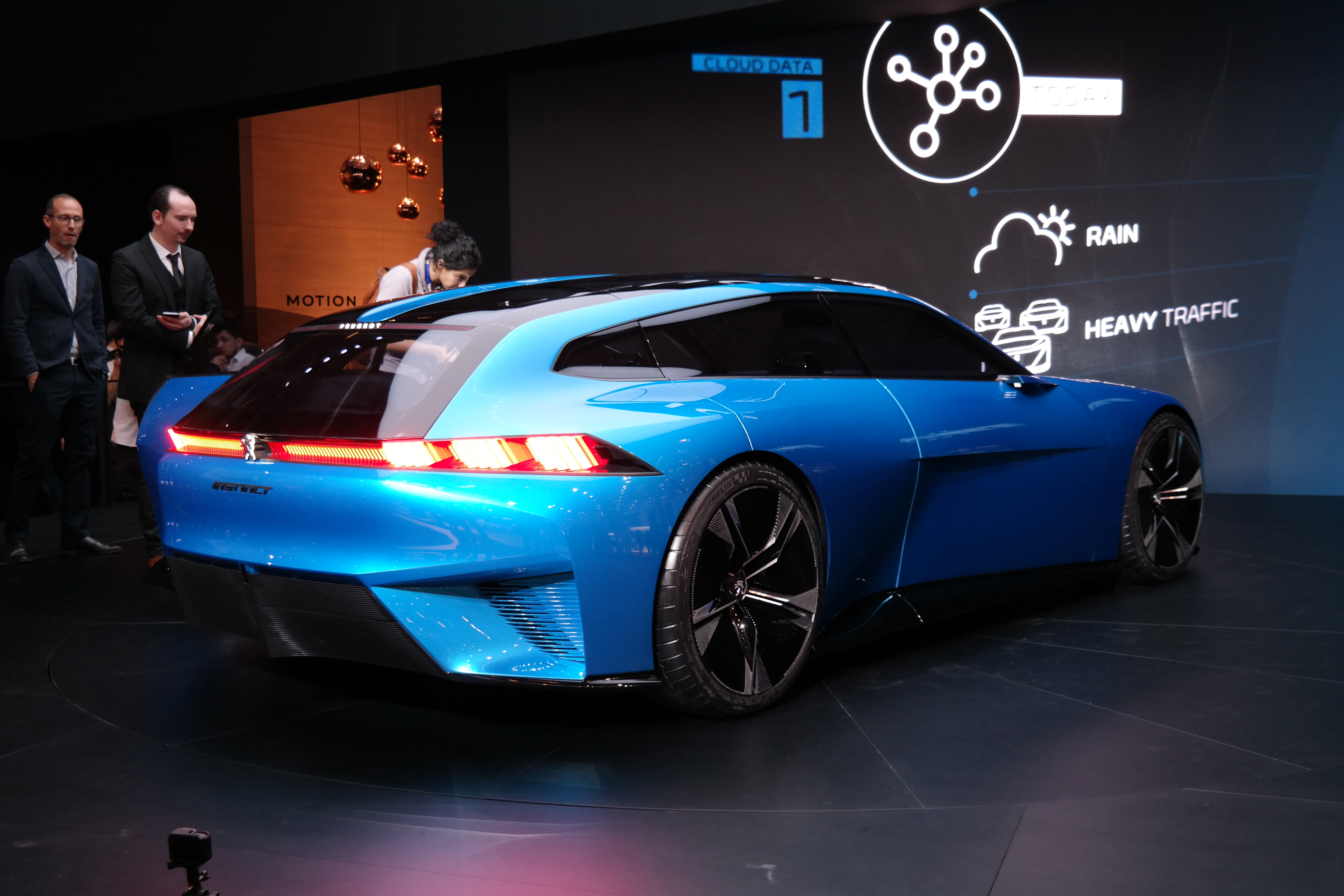
Conceptul Instinct din 2017
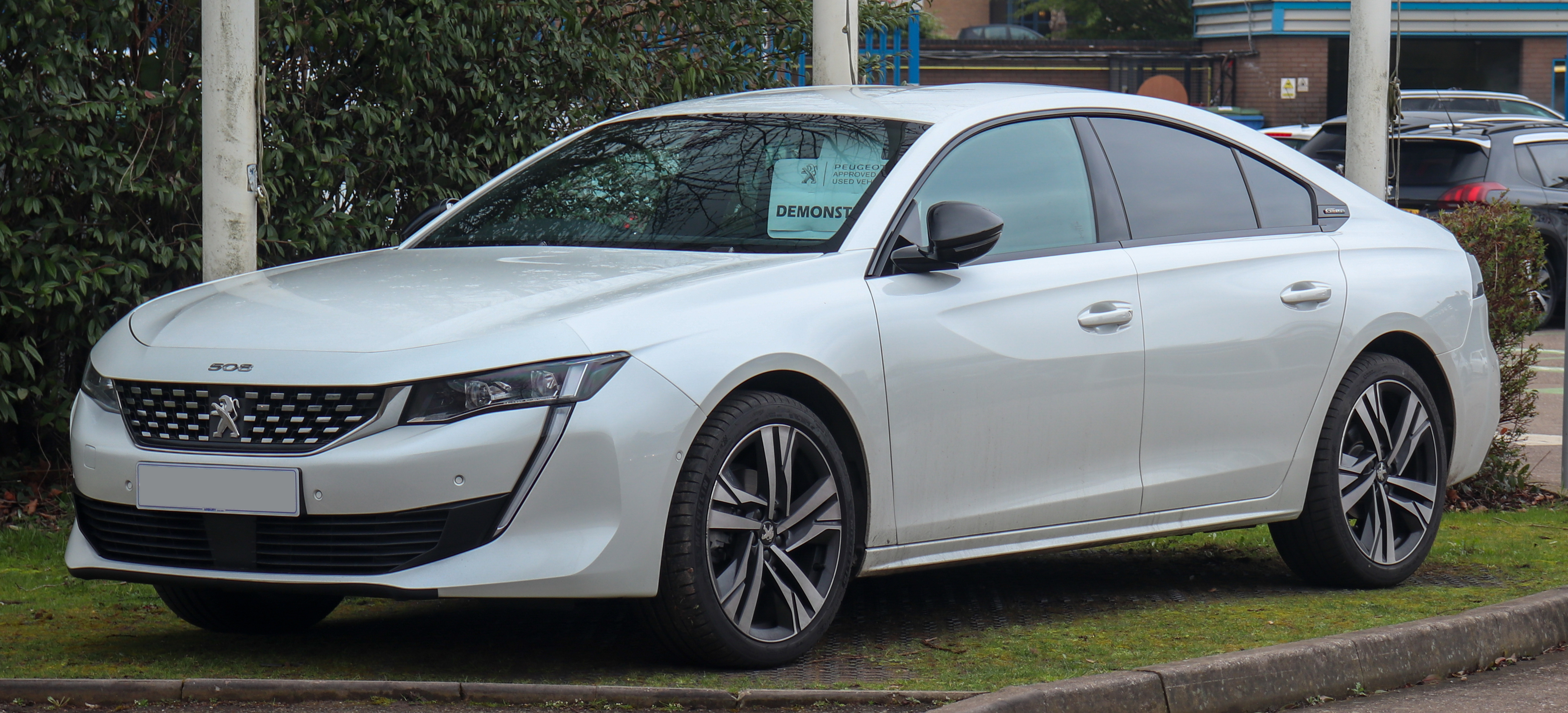
Peugeot 508 2019
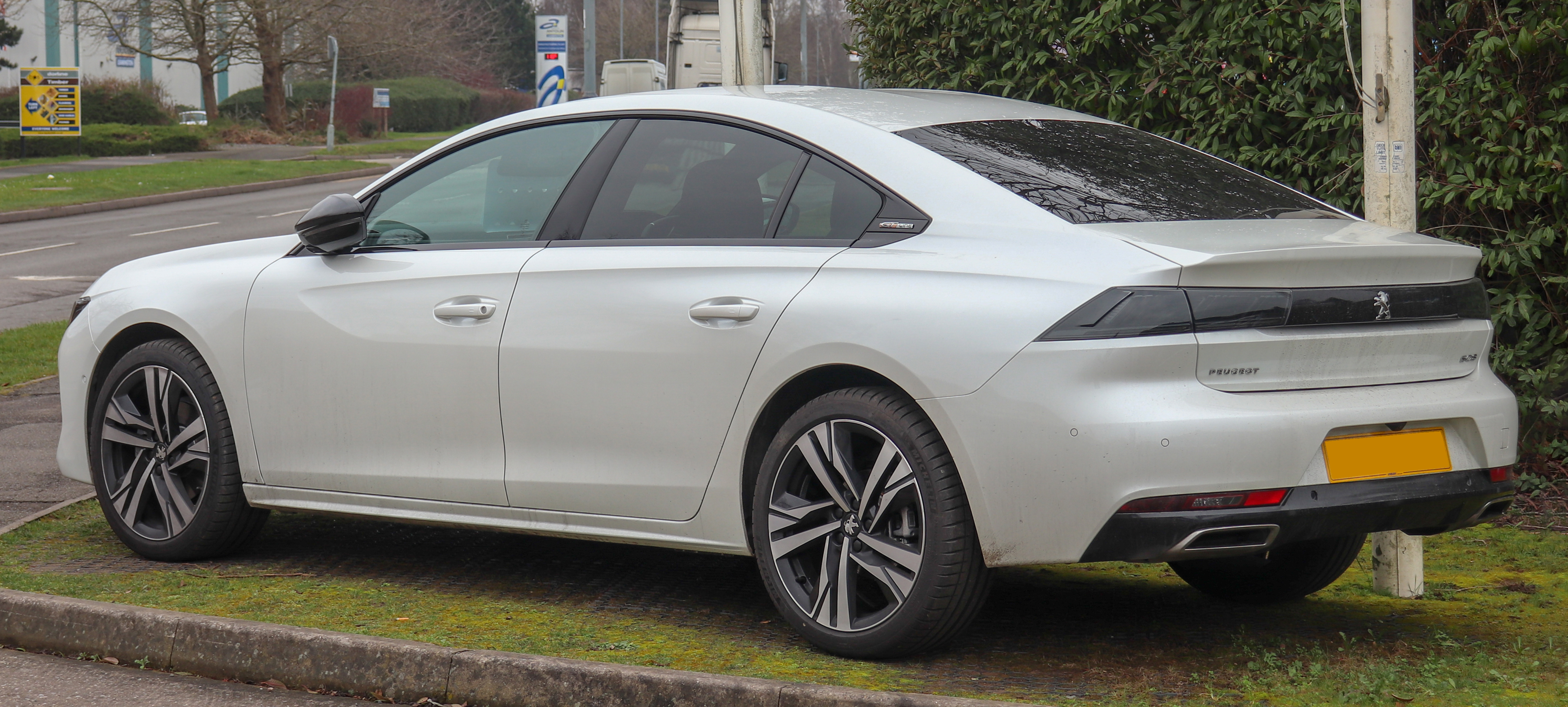
Peugeot 508 2019

### Facelift
În februarie 2023 Peugeot a prezentat facelift-ul celei de-a doua generații 508. Modelul are partea din față redesenată, mai agresivă, blocuri optice spate noi și un sistem îmbunătățit de infotainment la interior.
Noile faruri beneficiază de tehnologie "matrix" care permite folosirea luminii de drum fără a-i orbi pe ceilalți șoferi, în timp ce noul sistem de infotainment permite update-uri "over-the-air" ale mașinii și comenzi vocale. Cutia de viteze manuală nu mai este disponibilă.

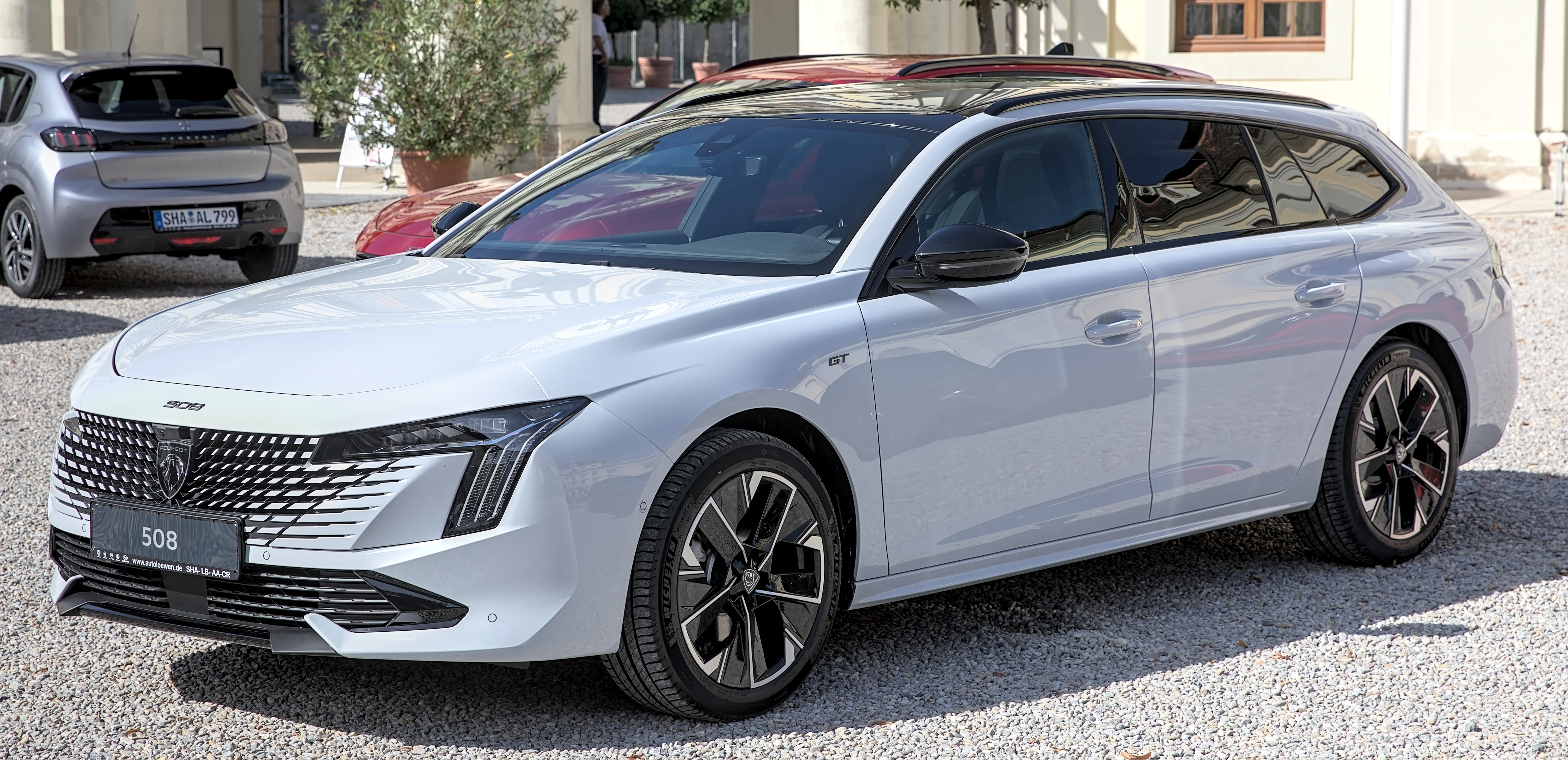
Peugeot 508 2023 (facelift)
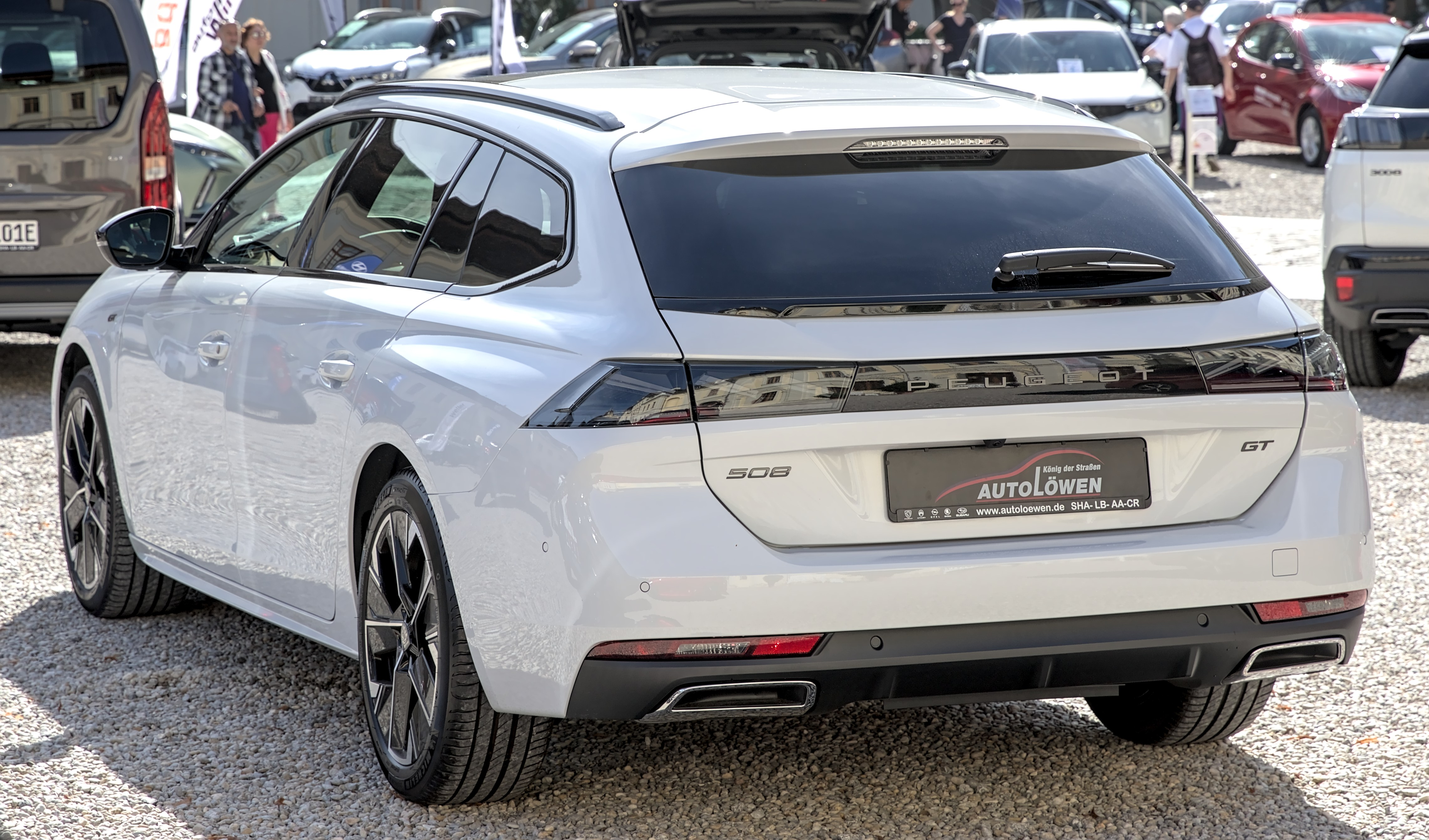
Peugeot 508 2023 (facelift)